# Zvestoba (drama)
Zvestoba je prva drama Etbina Kristana, zajeta iz revolucionarne socialistične ideologije. Nastala je iz praktičnih potreb za delavski oder v Idriji. Je izrazito nazorska drama. Izšla je leta 1897.

## Osebe
- Ivan Gorjanc
- Franc Glavač
- Milka
- Andrej
- Martin Svak
- Lojzka
- Jože Štempihar
- Matej Hribar
- Blaž Volk
- Peter Vrabec

## Vsebina

### 1. dejanje
Glavna oseba je Ivan Gorjanec, ki sleče duhovniško obleko in postane pisatelj, s tem pa naj bi se boril za boljše življenje delavcev. Z Milko si priznata medsebojno ljubezen. Milka je nesamostojna, povsem vezana na očeta. Delavci se zavedajo svoje moči in se postavijo po robu izkoriščevalcem, na njihovo stran pa se postavi tudi Ivan Gorjanec. Podpre ga samo Lojzka, ker ga še ljubi.

### 2. dejanje
Tovarnar Glavač si želi uveljavljati svojo voljo, pri tem ga podpira delovodja Vrabec. Delavci štrajkajo. Glavač Ivanu ponudi delo v tovarni, a ga ta zavrne. Milki prepove ljubezen do Ivana. Sama se očetovi volji ne more upreti, zato prosi Ivana naj pusti delavce, da se sami borijo.

### 3. dejanje
Ivan spozna, da ga Milka ne ljubi,  zato se odloči za Lojzko, ki ga vse skozi bodri in mu daje pogum. V tovarni izbruhne požar. Večina delavcev odhiti gasit, Vrabec pa obtoži Ivana, da je zažgal tovarno. Toda Lojzka ga razkrinka, saj je videla, da je on sam podtaknil požar, videla pa je tudi Ivana, ki ga je pogumno gasil. Tovarna zgori do tal in Glavač postane obupan. Ivan postane potrt, a Lojzka ga vzpodbuja tako, da mu pravi naj ne misli na mrtve, ampak na žive, ki ga potrebujejo.